# Дранько-Майсюк, Леонид Васильевич
Леонид Васильевич Дранько-Майсюк (бел. Леанід Дранько-Майсюк, 10 октября 1957, Давид-Городок) — белорусский поэт.

## Биография
Родился в семье рабочих. Дед — Николай Дранько, еврейского происхождения, работал сапожником в артелях в Давид-Городке. Местные жители звали между собой Николая также ещё и Майсюк. Его сына Василия (отца Леонида) рожденного в 1931 году записали в церковную книгу Дранько-Майсюком, по прозвищу отца. После войны, когда выдавали советские документы на основании церковных записей, Василию выдали свидетельство о рождении с фамилией Дранько-Майсюк.
Леонид Дранько-Майсюк закончил Давид-Городокскую среднюю школу № 2 в 1974 году, работал на Давид-Городокском заводе слесарно-монтажных инструментов. В 1975 году поступил на заочное отделение поэзии Литературного института в Москве. В 1976—1978 годах служил в Советской Армии. После демобилизации перевелся на дневное отделение Литературного института, который закончил в 1982 году. Во время учебы (в 1980 году) познакомился с будущей женой, москвичкой Ольгой.
В 1982—2002 годах — редактор издательства «Мастацкая літаратура». С августа 2002 года — работает из дома, без трудоустройства.

## Творчество
Дебютировал стихами в 1972 году в Столинской районной газете «Новости Палесья» (бел. «Навіны Палесся»), в 1975 году в республиканской газете «Красная смена» (бел. «Чырвоная змена»). Автор 16 книг, в том числе:
- «Вандроўнік» (сборник стихов,1983),
- «Над пляцам» (сборник стихов,1986),
- «Тут» (стихи, поэмы, эссе, 1990),
- «Проза радости» (перевод с белорусского, издательство «Советский писатель»,1991),
- «Пра тое, як я…» (13 несерьезных рассказов, 1992),
- «Акропаль» (стихи, эссе, 1994),
- «Стомленасць Парыжам» (стихи и эссе, 1995),
- «Гаспода» (избранное «Залатая серыя» «Паэзія XX стагоддзя», 1998),
- «Места і свет» (стихи, 2000),
- «Паэтаграфічны раман» (стихи, проза, 2002),
- «Вершы. Каханне. Проза» (избранное, 2003),
- «Белая вежа» (вместе с Юрием Кабанковым; стихи, письма; Владивосток, 2004),
- «Цацачная крама» (книга для больших и маленьких, 2008),
- «Анёлак і я» (рассказ, 2009),
- «Кніга для спадарыні Эл» (проза, стихи, пьеса, 2012),
- «…Натуральны, як лінія небасхілу» (архивная повесть о Максиме Танке, Минск, «Кнігазбор», 2017).

Отдельные стихи Леонида Дранько-Майсюка положены на музыку. Наибольшую известность получила песня «Полька белорусская» (1993), музыку для которой написал белорусский композитор Игорь Михайлович Лученок. Исполнил песню ансамбль «Сябры».
Является автором либретто к опере композитора Сергея Бельтюкова «Ладья Отчаяния» (2023 г.), созданной по одноименной новелле Владимира Короткевича.

## Отзывы
Владимир Короткевич назвал Леонида Дранько-Майсюка «поэтом с чертами рыцаря». По словам Владимира Некляева представлении о рыцарстве Дранько-Майсюка «соединены с его отношением к женщине, к друзьям, к поэзии, к Белоруссии и всему кровному, белорусскому».

## Заслуги
- Член Союза писателей СССР (1984).
- Лауреат премии «Залаты апостраф» за серию рассказов в журнале «Дзеяслоў» (2005).